# Tóth-Sipkovits János
Tóth Sipkovics János (Felsőszakony, 1673 – Tét?, 1746. január 27.) a Dunántúli evangélikus egyházkerület szuperintendense (azaz püspöke) 1742-től haláláig.

## Élete
Miután Sopronban és Besztercebányán elvégezte iskoláit, külföldre ment és 1702-ig Halléban gyarapította ismereteit. Ekkor hazajővén, öt évet nevelőséggel töltött, 1707-ben pedig rektor és másodpap lett Győrött, amikor is Lipcsében szenteltette föl magát. 1709 tavaszától Pápán, innen 1714-ben elűzetvén, azután Téten lelkészkedett. A győri egyházmegye 1737 februárjában esperessé, a dunántúli egyházkerület 1742 februárjában első tényleg működő püspökévé választotta. Veje volt Weissbeck Jánosnak, apósa Weissbeck János Nándornak.

## Művei
- Az Isten népének lakása… (Gyászbeszéd Telekesi Török István felett). (Lipcse, 1723.)
- Gyászbeszéd Telekesi Török Istvánné Komáromi Katalin felett (1733.)